# LGV Séoul-Pusan
La ligne à grande vitesse Séoul - Pusan, ou LGV Gyeongbu (en coréen : 경부고속선) est une ligne à grande vitesse en Corée du Sud.
Elle a été construite en trois phases :
- Séoul - nord de Daejeon et sud de Daejeon - nord de Daegu : ouverte au trafic le 1er avril 2004 ;
- ouest de Daegu - Pusan : ouverte au trafic le 1er novembre 2010 ;
- contournements de Daejeon et de Daegu  : ouverts le 2 avril 2015.

## Infrastructure

### Gares
| Ligne                  | Gare        | Hangeul | Distance (km)     | Ville (district) |
| ---------------------- | ----------- | ------- | ----------------- | ---------------- |
| Ligne classique        | Séoul       | 서울    | 0,0               | Séoul (Jung-gu)  |
| Ligne à grande vitesse | Gwangmyeong | 광명    | 22,0              | Gwangmyeong      |
| Cheonan – Asan         | 천안아산    | 96,0    | Asan              |                  |
| Osong                  | 오송        | 124,6   | Cheongwon         |                  |
| Daejeon                | 대전        | 159,8   | Daejeon (Dong-gu) |                  |
| Gimcheon-Gumi          | 김천구미    | 238,9   | Gimcheon          |                  |
| Dongdaegu              | 동대구      | 293,1   | Taegu (Dong-gu)   |                  |
| Shin-Gyeongju          | 신경주      | 342,1   | Gyeongju          |                  |
| Ulsan                  | 울산        | 372,1   | Ulsan (Ulju-gun)  |                  |
| Pusan                  | 부산        | 423,8   | Pusan (Dong-gu)   |                  |

- Dong-gu signifie district de l'est